# Pimelodella megalura
Pimelodella megalura är en fiskart som beskrevs av Miranda Ribeiro, 1918. Pimelodella megalura ingår i släktet Pimelodella och familjen Heptapteridae. Inga underarter finns listade i Catalogue of Life.